# The Shift
The Shift è un film del 2020 diretto da Alessandro Tonda.

## Trama
I diciassettenni Eden ed Abel decidono di fare un attentato terroristico in una scuola di Bruxelles, ma Abel si fa esplodere prima di aver raggiunto il luogo stabilito. Rimasto coinvolto nell'esplosione, Eden viene caricato a bordo di un'ambulanza per ricevere soccorso dai paramedici Isabel ed Adamo. Una volta ripreso conoscenza, Eden minaccia di farsi esplodere se i due non obbediranno ad ogni suo ordine.

## Distribuzione
Il film è stato presentato alla Festa del Cinema di Roma 2020. Sarebbe dovuto uscire nei cinema il 22 ottobre 2020, ma a causa della chiusura dei cinema come misura contro la pandemia di COVID-19 l'uscita del film è stata posticipata. Il film è stato poi distribuito nei cinema italiani il 3 giugno 2021.